# Mart Raterink
Mart Raterink (Doetinchem, 13 mei 1995) is een Nederlands voetballer die als verdediger speelt.

## Carrière
Mart Raterink speelde in de jeugd van De Graafschap en vertrok in de zomer van 2016 transfervrij naar Achilles '29. Hier maakte hij op 5 augustus 2016 zijn debuut in het betaalde voetbal, in de met 2-1 verloren uitwedstrijd tegen Fortuna Sittard. Raterink kwam na 87 minuten in het veld voor Boy van de Beek. Op 28 augustus 2016 maakte hij zijn eerste doelpunt, in de met 2-3 verloren thuiswedstrijd tegen MVV Maastricht. Ook speelde Raterink enkele wedstrijden voor Jong Achilles '29, wat tussen 2016 en 2018 uitkwam in de Derde divisie en Hoofdklasse. Halverwege het seizoen 2017/18, eind februari 2018, ging hij naar SV DFS. In 2020 ging hij naar DZC '68.

### Carrièrestatistieken
| Seizoen                        | Club           | Land           | Competitie     | Competitie | Competitie | Beker | Beker | Totaal | Totaal |
| Seizoen                        | Club           | Land           | Competitie     | Wed.       | Dlp.       | Wed.  | Dlp.  | Wed.   | Dlp.   |
| ------------------------------ | -------------- | -------------- | -------------- | ---------- | ---------- | ----- | ----- | ------ | ------ |
| 2016/17                        | Achilles '29   | Nederland      | Eerste divisie | 13         | 1          | 0     | 0     | 13     | 1      |
| 2017/18                        | Achilles '29   | Nederland      | Tweede divisie | 4          | 0          | 0     | 0     | 4      | 0      |
| Carrièretotaal                 | Carrièretotaal | Carrièretotaal | Carrièretotaal | 17         | 1          | 0     | 0     | 17     | 1      |
| Bijgewerkt op 26 februari 2019 |                |                |                |            |            |       |       |        |        |